# Głodówka (Kamionka Wielka)
Głodówka – część wsi Kamionka Wielka w Polsce, położona w województwie małopolskim, w powiecie nowosądeckim, w gminie Kamionka Wielka.
W latach 1975–1998 Głodówka administracyjnie należała do województwa nowosądeckiego.